# Jean-François Hébert (patinage artistique)
Pour les articles homonymes, voir Hébert.
Jean-François Hébert, né le 17 août 1972 à Warwick au Québec et mort le 28 novembre 2018 à Mercier au Québec, est un patineur artistique canadien, médaillé de bronze aux championnats canadiens de 1999.

## Biographie

### Carrière sportive
Jean-François Hébert est médaillé de bronze aux championnats canadiens de 1999, derrière ses compatriotes Elvis Stojko et Emanuel Sandhu.
Il représente son pays aux premiers championnats des quatre continents en 1999 à Halifax. Il ne participe jamais ni aux championnats du monde ni aux Jeux olympiques d'hiver.
Il arrête les compétitions sportives après les championnats nationaux de 1999.

## Palmarès
| Compétitions principales           | 1993    | 1994    | 1995    | 1996    | 1997    | 1998    | 1999    |  |  |  |  |  |  |  |
| Jeux olympiques d'hiver            |         |         |         |         |         |         |         |  |  |  |  |  |  |  |
| Championnats du monde              |         |         |         |         |         |         |         |  |  |  |  |  |  |  |
| Championnats des quatre continents |         |         |         |         |         |         | 11e     |  |  |  |  |  |  |  |
| Championnats du Canada             | 5e      | 5e      | 7e      | 10e     | 5e      | 4e      | 3e      |  |  |  |  |  |  |  |
|                                    |         |         |         |         |         |         |         |  |  |  |  |  |  |  |
| Grand Prix ISU                     | 1992/93 | 1993/94 | 1994/95 | 1995/96 | 1996/97 | 1997/98 | 1998/99 |  |  |  |  |  |  |  |
| Skate America                      |         |         |         |         |         |         | 10e     |  |  |  |  |  |  |  |
| Skate Canada                       |         |         |         | 13e     |         |         |         |  |  |  |  |  |  |  |
| Coupe d'Allemagne                  |         |         | 6e      |         |         |         | 6e      |  |  |  |  |  |  |  |
| Trophée NHK                        |         |         |         |         |         | 11e     |         |  |  |  |  |  |  |  |
|                                    |         |         |         |         |         |         |         |  |  |  |  |  |  |  |